# QS World University Rankings
Das QS World University Rankings ist ein weltweites Hochschulranking, das die QS Quacquarelli Symonds seit dem Jahr 2004 durchführt. Die Firma QS, gegründet vom Wharton-School-Absolventen Quacquarelli, ist weltweit im Bereich Bildung/Auslandsstudium tätig und betreibt mit 150 Mitarbeitern Büros in London, Paris, Singapur, Shanghai, Boston, Washington, D.C., Johannesburg und Alicante. Die Ranking-Liste wurde bis 2009 mit dem Medien-Unternehmen TSL Education als Magazin Times Higher Education (THE) publiziert. Es gilt als eines der drei wichtigsten Rankings für Universitäten weltweit. Die Methodik und Datengrundlage wird zusammen mit Elsevier erarbeitet. Der Verlag ist mit 2.500 jährlich herausgegebenen, wissenschaftlichen Journals einer der größten Wissenschaftsverlage der Welt und verantwortlich für die Veröffentlichung von rund 16 % aller wissenschaftlichen Journals. Das THE-Ranking wird seither mit Daten von Thomson Reuters erstellt.

## Methodologie
Die Gewichtung der Ranking-Faktoren des QS World University Ranking ist öffentlich einsehbar:
| Indikator                              | Gewichtung | Erläuterung                                                             |
| -------------------------------------- | ---------- | ----------------------------------------------------------------------- |
| Akademische Peer Reviews               | 40 %       | Basiert auf einer internationalen Recherche aus akademischen Journalen. |
| Professoren-Studenten Verhältnis       | 20 %       | Messlatte für akademische Lehrleistung.                                 |
| Zitierungen pro Fakultät               | 20 %       | Messlatte für akademischen Einfluss.                                    |
| Arbeitgeber Reputation                 | 10 %       | Basiert auf Umfragen unter Arbeitgebern.                                |
| Verhältnis internationaler Studenten   | 5 %        | Messlatte für die Diversität unter Studierenden.                        |
| Verhältnis internationaler Mitarbeiter | 5 %        | Messlatte für die Diversität unter Lehrkörpern.                         |

## Internationaler Sachverständigenrat
QS World University Rankings hat einen internationalen Sachverständigenrat (High-level Advisory Board) eingerichtet. Diese Kommission ist mit 20 Experten aus Europa, Asien, Afrika, Nordamerika und Südamerika besetzt. Sie legen Berichte und Handlungsempfehlungen zur Verlässlichkeit und Vertrauenswürdigkeit der Rankingmethoden und -ergebnisse vor.

## Ergebnis

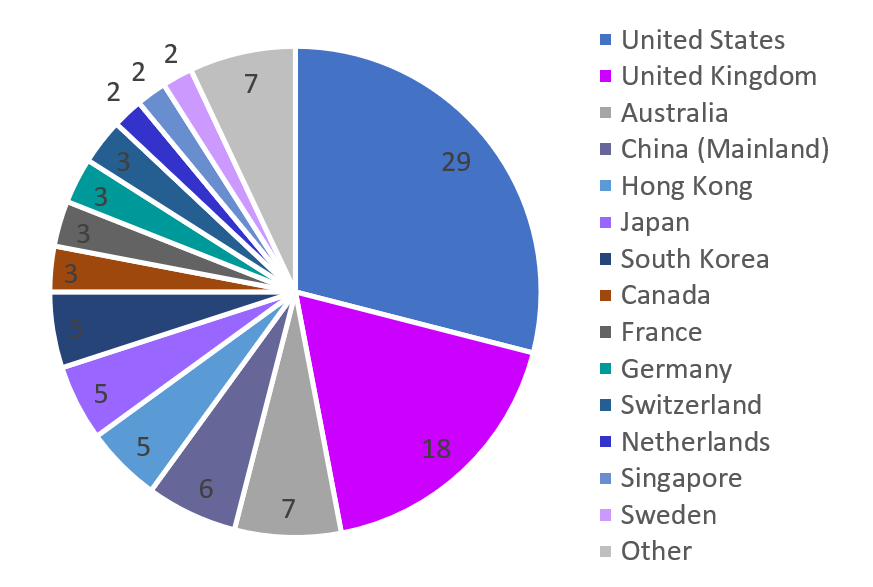
Top-Platzierungen des QS University Rankings nach Ländern sortiert für das Jahr 2020.

Ein überwiegender Teil der Top-20 der Rangliste wird von US-amerikanischen Hochschulen belegt. Auf sie fallen 10 der Top-20-Universitäten weltweit. Die erste deutschsprachige Hochschule findet sich mit der ETH Zürich auf Platz 6. Die erste deutsche Universität, die Technische Universität München, findet sich auf Platz 55. Als erste österreichische Universität platziert sich die Universität Wien auf  Platz 154.

### World University Rankings (die ersten 20)
| Universität                           | Land                   | 2023 | 2022 | 2021 Rang | 2020 Rang | 2019 Rang | 2018 Rang | 2017 Rang | 2016 Rang | 2015 Rang | 2014 Rang | 2013 Rang |
| Massachusetts Institute of Technology | Vereinigte Staaten     | 1    | 1    | 1         | 1         | 1         | 1         | 1         | 1         | 1         | 1         | 1         |
| Stanford University                   | Vereinigte Staaten     | 3    | 3    | 2         | 2         | 2         | 2         | 2         | =3        | =3        | 7         | 15        |
| Harvard University                    | Vereinigte Staaten     | 5    | 5    | 3         | 3         | 3         | 3         | 3         | 2         | 4         | 2         | 3         |
| California Institute of Technology    | Vereinigte Staaten     | =6   | 6    | 4         | 5         | 4         | 4         | 5         | 5         | 8         | =10       | 10        |
| University of Oxford                  | Vereinigtes Königreich | 4    | 2    | 5         | 4         | 5         | 6         | 6         | 6         | =5        | 6         | 5         |
| ETH Zürich                            | Schweiz                | 9    | 8    | 6         | 6         | 7         | 10        | 8         | 9         | 12        | 12        | 13        |
| University of Cambridge               | Vereinigtes Königreich | 2    | 3    | 7         | 7         | 6         | 5         | 4         | =3        | =2        | 3         | 2         |
| Imperial College London               | Vereinigtes Königreich | =6   | 7    | 8         | 9         | 8         | 8         | 9         | 8         | =2        | 5         | 6         |
| University of Chicago                 | Vereinigte Staaten     | 10   | 10   | 9         | 10        | 9         | 9         | 10        | 10        | 11        | 9         | 8         |
| University College London             | Vereinigtes Königreich | 8    | 8    | 10        | 8         | 10        | 7         | 7         | 7         | =5        | 4         | 4         |
| National University of Singapore      | Singapur               | 11   | 11   | 11        | =11       | 11        | 15        | 12        | 12        | 22        | 24        | 25        |
| Princeton University                  | Vereinigte Staaten     | =16  | 20   | 12        | 13        | 13        | 13        | 11        | 11        | 9         | =10       | 9         |
| Nanyang Technological University      | Singapur               | 19   | 12   | 13        | =11       | 12        | 11        | 13        | 13        | 39        | =41       | 47        |
| EPF Lausanne                          | Schweiz                | =16  | 14   | 14        | =18       | 22        | 12        | 14        | 14        | =17       | =19       | 29        |
| Tsinghua-Universität                  | Volksrepublik China    | =16  | 17   | 15        | 16        | 17        | 25        | =24       | 25        | 47        | 48        | 48        |
| University of Pennsylvania            | Vereinigte Staaten     | 13   | 13   | 16        | 15        | 19        | 19        | 18        | 18        | 13        | 13        | 12        |
| Yale University                       | Vereinigte Staaten     | 18   | 14   | 17        | 17        | 15        | 16        | 15        | 15        | 10        | 8         | 7         |
| Cornell University                    | Vereinigte Staaten     | 20   | 21   | 18        | 14        | 14        | 14        | 16        | 17        | 19        | 15        | 14        |
| Columbia University                   | Vereinigte Staaten     | 22   | 19   | 19        | =18       | 16        | 18        | 20        | 22        | =14       | 14        | 11        |
| University of Edinburgh               | Vereinigtes Königreich | 15   | 16   | 20        | 20        | 18        | =23       | 19        | 21        | =17       | =17       | 21        |